# Club de Fútbol Barcelona 1970-1971
Questa voce raccoglie le informazioni riguardanti il Club de Fútbol Barcelona nelle competizioni ufficiali della stagione 1970-1971.

## Stagione
Nell'ultima stagione con Vic Buckingham alla guida tecnica, il Barcellona lottò assieme all'Atlético Madrid e al Valencia per la vittoria finale, perdendo solo a causa della peggior differenza reti nei confronti dei Xotos. I blaugrana ebbero tuttavia modo di rifarsi in Coppa del Generalísimo, in cui si affermò vincendo ai tempi supplementari la finale con il Valencia. In quella stessa stagione la squadra giocò inoltre nell'ultima edizione della Coppa delle Fiere, dove fu eliminata ai sedicesimi di finale dalla Juventus.

## Rosa
| N. |                   | Ruolo | Calciatore              |
| -- | ----------------- | ----- | ----------------------- |
|    | Spagna (bandiera) | P     | Miguel Reina            |
|    | Spagna (bandiera) | P     | Salvador Sadurní        |
|    | Spagna (bandiera) | D     | Antoni Torres           |
|    | Spagna (bandiera) | D     | Joaquim Rifé            |
|    | Spagna (bandiera) | D     | Gallego                 |
|    | Spagna (bandiera) | D     | Eladio                  |
|    | Spagna (bandiera) | D     | Bartolomé Paredes Feliu |
|    | Spagna (bandiera) | C     | Juan Manuel Asensi      |
|    | Spagna (bandiera) | C     | Narcís Martí Filosia    |
|    | Spagna (bandiera) | C     | Marcial                 |

| N. |                   | Ruolo | Calciatore                |
| -- | ----------------- | ----- | ------------------------- |
|    | Spagna (bandiera) | C     | Pedro María Zabalza       |
|    | Spagna (bandiera) | C     | Juan Carlos Pérez López   |
|    | Spagna (bandiera) | C     | Josep Fusté               |
|    | Spagna (bandiera) | C     | José Luis Romero          |
|    | Spagna (bandiera) | C     | José Pablo García Castany |
|    | Spagna (bandiera) | A     | Lluís Pujol               |
|    | Spagna (bandiera) | A     | Carles Rexach             |
|    | Spagna (bandiera) | A     | Ramón Alfonseda           |
|    | Spagna (bandiera) | A     | Teófilo Dueñas            |
|    | Spagna (bandiera) | A     | Miguel Ángel Bustillo     |

### Staff tecnico
- Allenatore:  Vic Buckingham

## Statistiche

### Statistiche di squadra
| Competizione           | Punti | Totale | Totale | Totale | Totale | Totale | Totale | D.R. |
| Competizione           | Punti | G      | V      | N      | P      | Gf     | Gs     | D.R. |
| ---------------------- | ----- | ------ | ------ | ------ | ------ | ------ | ------ | ---- |
| Primera División       | 43    | 30     | 19     | 5      | 6      | 50     | 22     | +28  |
| Coppa del Generalísimo | -     | 9      | 5      | 2      | 2      | 15     | 6      |      |
| Coppa delle Fiere      | -     | 4      | 2      | 0      | 2      | 6      | 6      |      |
| Totale                 |       | 43     | 26     | 7      | 10     | 71     | 34     |      |

### Statistiche dei giocatori
| Giocatore  | Liga     | Liga | Liga        | Liga       |
| Giocatore  | Presenze | Reti | Ammonizioni | Espulsioni |
| ---------- | -------- | ---- | ----------- | ---------- |
| Alfonseda  | 14       | 2    | -           | -          |
| Asensi     | 16       | 1    | -           | -          |
| Bustillo   | 1        | -    | -           | -          |
| Dueñas     | 8        | 5    | -           | -          |
| Eladio     | 21       | -    | 2           | -          |
| Fusté      | 12       | 2    | 1           | -          |
| Gallego    | 29       | 2    | -           | -          |
| G. Castany | 3        | -    | -           | -          |
| J. Carlos  | 19       | 2    | -           | -          |
| Marcial    | 26       | 7    | -           | -          |
| M. Filosia | 29       | 6    | -           | -          |
| Paredes    | 4        | -    | -           | -          |
| Pujol      | 25       | 4    | -           | -          |
| Reina      | 18       | -    | -           | -          |
| Rexach     | 29       | 17   | -           | -          |
| Rifé       | 29       | -    | -           | -          |
| Romero     | 12       | -    | -           | -          |
| Sadurní    | 13       | -    | -           | -          |
| T. García  | 30       | 1    | -           | -          |
| Zablaza    | 19       | 2    | -           | -          |